# Powiat Breslau
Powiat Breslau (niem. Landkreis Breslau, pol. powiat wrocławski) – prusko-niemiecka jednostka podziału administracyjnego, istniejąca w latach 1816-1945, wchodząca w skład prowincji śląskiej (do 1919 r.), a następnie prowincji dolnośląskiej.

## Historia
Landkreis Breslau powstał na terenie średniowiecznego księstwa wrocławskiego 1 maja 1816 r. Wchodził w skład rejencji wrocławskiej.
W wyniku kolejnych reform administracyjnych m.in. w 1818 i 1932 r. powiat zmieniał kilkakrotnie swój zasięg terytorialny.
Powiat wrocławski został zajęty w maju 1945 r.  przez oddziały Armii Czerwonej. Kilkanaście dni później zaczęła tu działać polska administracja. Utworzony został powiat wrocławski.

## Landraci[2]
- 1869-1879  Leopold Graf Harrach
- 1880-1896  Georg von Heydebrand und der Lasa
- 1897-1902  dr Kurt von Lieres und Wilkau
- 1903-1919  dr Ernst Wichelhaus
- 1919-1919  Hohberg
- 1919-1923  dr Alfred Herrmann
- 1923-1932  Adolf Bachmann
- 1933-1934  dr Georg Horstmann[3]
- 1934-1935  Georg von Schellwitz
- 1935-1936  dr. Gallasch
- 1936-1939  Georg Bald
- 1940-1940  dr. Alfred Janetzki
- 1940-1941  dr Heinrich Braasch
- 1942-1945  dr Günter Riesen

## Ludność (1885-1939)
- 1885 r. -  80.653
- 1890 r. -  82.154, z czego ewangelicy: 51.545,   katolicy: 30.459,  wyznanie mojżeszowe:  85
- 1900 r. -  88.125, z czego ewangelicy: 55.764,   katolicy: 32.169
- 1910 r. -  95.237, z czego ewangelicy: 59.311,   katolicy: 35.315
- 1925 r. - 102.625, z czego ewangelicy: 65.853,   katolicy: 35.372,  wyznanie mojżeszowe: 246,   inni chrześcijanie: 155
- 1933 r. -  96.478, z czego ewangelicy: 57.631,   katolicy: 37.961,  wyznanie mojżeszowe:  77,   inni chrześcijanie:  42
- 1939 r. - 102.622, z czego ewangelicy: 60.812,   katolicy: 39.646,  wyznanie mojżeszowe:  27,   inni chrześcijanie: 128

## Podział administracyjny
1 stycznia 1945 powiat dzielił się na:
- 3  miasta: Kanth, Zobten i Brockau
- 179 gmin

### Stan na 1 lutego 1933
Wykaz obejmuje miasta i gminy powiatu Breslau według stanu na 1 lutego 1933 roku. Mniejszym drukiem w nawiasach podano miejscowości wchodzące w skład miast i gmin.

### Miasta
- Kanth (Bahnhof Kanth)
- Zobten (Villa Anlauff · Gorkau · Rosalienthal · Bahnhof Zobten · Gasthaus Zobtenberg · Forsthaus Tampadel · Forsthaus Zobten)

### Gminy
- Albrechtsdorf
- Altenburg
- Alt Gandau (Jäschgüttel)
- Althofdürr
- Althofnaß
- Alt Schliesa
- Arnoldsmühle (Schillermühle)
- Bahra (Pleische)
- Bankwitz
- Barottwitz (Schmückekretscham · Zweihof)
- Beilau
- Benkwitz
- Bettlern (Bahnhof Bettlern · Windmühle)
- Bischkowitz
- Bischwitz am Berge (Mühle)
- Bismarcksfeld
- Blankenau
- Bogenau
- Bogschütz
- Boguslawitz (Mühle)
- Brockau (Wolfsche Metallfabrik)
- Buchwitz (Bahnhof Buchwitz)
- Damsdorf
- Domslau
- Drachenbrunn (Siedlung Drachenbrunn)
- Duckwitz
- Dürrjentsch
- Eckersdorf
- Fürstenau
- Gallowitz
- Gnichwitz (Althof · Annahof)
- Groß Bresa
- Groß Mochbern (Bahnhof Groß Mochbern · Siedlung Groß Mochbern · Pumpstation)
- Groß Mohnau (Hirschhäuser)
- Groß Nädlitz (Bahnhof Groß Nädlitz · Schüßlitz)
- Groß Sägewitz (Puschkowa · Bahnhof Puschkowa · Vorwerk b. Groß Sägewitz)
- Groß Schottgau (Klein Schottgau)
- Groß Silsternitz
- Groß Sürding
- Groß Tinz (Annenhof)
- Grünhübel
- Grunau
- Grunau
- Guckelwitz
- Guhrwitz
- Haidänichen
- Hermannsdorf (Seidenhäuser)
- Irrschnocke
- Jackschönau
- Jäschkowitz (Fuchsberg)
- Jäschwitz
- Janowitz
- Jerasselwitz
- Jürtsch (Jürtschmühle)
- Kammelwitz (Freigut Kammelwitz)
- Kammendorf b. Kanth (Forsthaus Stradau · Kolonie Stradau)
- Kapsdorf
- Karowahne
- Kattern (Haus zum guten Hirten)
- Kentschkau
- Klarenkranst (Im Felde · Forsthaus Klarenkranst · Klarenkranster Mühle)
- Klein Nädlitz
- Klein Rasselwitz
- Klein Sägewitz
- Klein Silsterwitz
- Klein Sürding (Siedlung Klein Sürding)
- Klein Tinz
- Klettendorf (Siedlung Klettendorf)
- Kniegnitz
- Koberwitz
- Koslau (Neumühle)
- Kottwitz (Die Berghaüser · Jungfernbaude · Eisenbahnhaltepunkt Kottwitz · Forsthaus Kottwitz · Forstsekretärgehöft Kottwitz · Hilfsförstergehöft Kottwitz · Oberförstereigehöft Kottwitz · Siedlung Kottwitz · Mühlhaus · Oderke · Otrate)
- Kreika (Zuckerfabrik)
- Krichen (Mühle)
- Krieblowitz (Blücherdenkmal · Vierradenmühle)
- Kriptau
- Kristelwitz
- Krolkwitz
- Kuhnau
- Kundschütz (Freigut Kundschütz)
- Lamsfeld
- Landau (Wassermühle Gilgenau)
- Lanisch (Siedlung Lanisch)
- Leipe-Petersdorf (Leipe · Siedlung Leipe-Petersdorf · Bahnhof Oswitz · Petersdorf)
- Liebethal (Merzdorf)
- Lohe (Mühle)
- Lorankwitz
- Lorzendorf
- Magnitz (Vorwerk Ellahof)
- Malkwitz (Mühle)
- Malsen
- Mandelau
- Margareth (Windmühle)
- Marienkranst (Forsthaus Daupe)
- Marxdorf
- Meleschwitz (Klein Meleschwitz · Bahnhof Meleschwitz · Siedlung Meleschwitz · Ziegelei)
- Mellowitz
- Merzdorf
- Mettkau (Eisenbahnbeamtenhaus)
- Michelsdorf (Zollhaus Michelsdorf · Zuckerfabrik Michelsdorf)
- Mörschelwitz-Rosenthal
- Münchwitz
- Naselwitz
- Neudorf
- Neudorf
- Neuen
- Neu Schliesa
- Niederhof
- Nieder Struse (Schmachtenhein · Ziegelei)
- Oberhof (Siebischau)
- Ober Struse (Gut Ober Struse)
- Ocklitz
- Oderwitz
- Oldern (Mühle)
- Oltaschin (Siedlung Oltaschin)
- Opperau
- Paschwitz (Freigu Paschwitz)
- Pasterwitz
- Peltschütz
- Peterwitz (Dampfziegelei · Reibnitz · Zuckerfabrik)
- Pollogwitz
- Polsnitz (Hintermühle · Vincenzmühle)
- Poppelwitz
- Prisselwitz
- Probotschine
- Protschkenhain
- Protsch-Weide (Protsch · Siedlung Protsch-Weide · Weide)
- Puschkowa
- Queitsch
- Radwanitz (Siedlung Radwanitz)
- Rankau
- Ransern (Waldvorwerk)
- Reppline
- Rogau-Rosenau
- Romberg (Ziegelei)
- Rommenau
- Rothsürben (Bahnhof Rothsürben · Großfunksender Rothsürben · Sattkau · Vorwerk Sattkau · Sorge)
- Sacherwitz
- Sachwitz
- Sadewitz (Forsthaus b. Sadewitz · Bahnhof Sadewitz)
- Sambowitz (Bahnhof Sambowitz)
- Schalkau (Neurode · Zollhaus)
- Schauerwitz
- Schiedlagwitz
- Schimmelwitz
- Schlanz (Haberstroh · Siedlung Haberstroh · Kreiselwitz · Wilhelmsthal)
- Schmartsch
- Schmolz (Alter Bahnhof · Chemische Fabrik · Bahnhof Schmolz)
- Schönbankwitz
- Schönborn (Siedlung Schönborn)
- Schosnitz (Rosenvorwerk · Ziegelei)
- Schottwitz (Pohlanowitz)
- Seschwitz (Forellenhäuser)
- Sillmenau
- Stein
- Steine (Goy · Strachate · Ziegelei · Zollhaus)
- Stöschwitz
- Strachau b. Zobten
- Strachwitz (Kolonie Kaltasche)
- Striegelmühle
- Ströbel (Bahnhof Ströbel)
- Thauer
- Tinz
- Treschen (Pleischwitz)
- Tschauchelwitz (Gasthaus · Zuckerfabrik)
- Tschechnitz (Kolonie Tschechnitz)
- Tschirne (Ziegelei)
- Wangern (Vorwerk Marienthal)
- Wasserjentsch
- Weidenhof
- Weigwitz
- Wernersdorf
- Wessig
- Wilkowitz
- Wilschkowitz
- Wiltschau
- Wirrwitz (Forsthaus Fasanerie · Bahnhof Schönbankwitz · Straßenkretscham · Vorwerk Wirrwitz)
- Woigwitz
- Woischwitz (Haus zum guten Hirten)
- Wüstendorf (Bahnhof Wüstendorf)
- Zaugwitz
- Zaumgarten
- Zindel
- Zweibrodt